# Дикастерия по делам институтов посвящённой жизни и обществ апостольской жизни
Дикастерия по делам Институтов Посвящённой Жизни и Обществ Апостольской Жизни (лат. Dicasterium pro Institutis Vitae Consecratae et Societatibus Vitae Apostolicae), ранее известная как Конгрегация по делам Институтов Посвящённой Жизни и Обществ Апостольской Жизни (лат. Congregatio pro Institutis Vitae Consecratae et Societatibus Vitae Apostolicae) — одна из шестнадцати Дикастерий Римской курии.
Возглавляет Дикастерию монахиня Симона Брамбилла, как префект и кардинал Анхель Фернандес Артиме, салезианец, как кардинал-про-префект, секретарь — монахиня Тициана Мерлетти. У секретаря есть два заместителя: отец Себастьяно Пасолла, O.Cist. и сестра Николетта Виттория Спеццати, A.S.C. Кардиналы-префекты на покое — Франц Роде и Жуан Брас ди Авис.

## Названия дикастерии
- Священная Конгрегация по консультации монашествующих (1586—1601);
- Священная Конгрегация по делам епископов и монашествующих (1601—1908);
- Священная Конгрегация по делам монашествующих (1908—1967);
- Священная Конгрегация по делам монашествующих и светских институтов (1967—1983);
- Конгрегация по делам монашествующих и светских институтов (1983—1984);
- Конгрегация по делам институтов посвящённой жизни и обществ апостольской жизни (1984—2022);
- Дикастерия по делам институтов посвящённой жизни и обществ апостольской жизни (с 2022 — по настоящее время).

## История
27 мая 1586 года папа римский Сикст V создал Священную Конгрегацию по консультированию монашествующих (лат. Congregatio super Consultationibus Regularium). В 1600 году Папа Климент VIII объединил её с созданной Григорием XIII Конгрегацией по консультированию епископов, образовав Конгрегацию по делам епископов и монашествующих.
В 1908 году Папа Пий X изменил это название на Конгрегацию по делам монашествующих. В 1967 году Папа Павел VI изменил это название на Конгрегацию по делам монашествующих и светских институтов. Иоанн Павел II дал Конгрегации своё нынешнее название.
19 марта 2022 года Папа римский Франциск провозгласил апостольскую конституцию «Praedicate Evangelium» (с лат. — «Провозглашать Евангелие»), которая кардинальным образом реформирует Римскую курию и заменила апостольскую конституцию «Pastor Bonus» 1988 года, изданную Иоанном Павлом II. Вступила в силу 5 июня 2022 года. Были упразднены конгрегации, папские советы и созданы дикастерии.

## Кардиналы-префекты
...
- кардинал Фердинандо д’Адда — (1 августа 1714 — 1 января 1717);
- кардинал Фабрицио Параччани — (1 июля 1717 — 9 мая 1721);
- кардинал Фабрицио Паолуччи — (9 сентября 1721 — 12 июня 1726);
- кардинал Франческо Барберини младший — (22 июня 1726 — 17 августа 1738);
- кардинал Джузеппе Фиррао — (27 августа 1738 — 24 октября 1744);
- кардинал Раффаэле Козимо де Джиролами — (10 ноября 1744 — 21 февраля 1748);
- кардинал Карло Альберто Гвидобоно Кавалькини — (2 мая 1748 — 7 марта 1774);
- кардинал Франческо Карафа делла Спина ди Траэтто — (29 марта 1775 — 20 сентября 1818);
- кардинал Бартоломео Пакка — (29 ноября 1818 — 18 ноября 1824);
- кардинал Карло Одескальки — про-префект (18 ноября 1824 — 5 февраля 1828), префект (5 февраля 1828 — 21 ноября 1834);
- кардинал Джузеппе Антонио Сала — (21 ноября 1834 — 23 июня 1839);
- кардинал Константино Патрици Наро — (6 июля 1839 — 22 декабря 1841);
- кардинал Пьетро Остини — (25 января 1842 — 2 мая 1847);
- кардинал Антонио Франческо Ориоли — (2 мая 1847 — 20 февраля 1852);
- кардинал Габриэле делла Дженга Серматтеи — (14 апреля 1852 — 10 октября 1860);
- кардинал Никкола Парраччани Кларелли — (10 октября 1860 — 23 апреля 1863);
- кардинал Анджело Квалья — (23 апреля 1863 — 27 августа 1872);
- кардинал Джузеппе Андреа Бидзарри — (31 августа 1872 — 26 августа 1877);
- кардинал Инноченцо Феррьери — (6 июля 1876 — 13 января 1887);
- кардинал Иньяцио Мазотти — (12 августа 1886 — 31 октября 1888);
- кардинал Исидоро Верга — (12 ноября 1888 — 1 октября 1896 — назначен официалом Римской курии);
- кардинал Серафино Ваннутелли — (1 октября 1896 — 20 ноября 1899);
- кардинал Джироламо Мария Готти, O.C.D. — (20 ноября 1899 — 29 июля 1902 — назначен префектом Священной Конгрегации Пропаганды Веры);
- кардинал Анджело Ди Пьетро — (20 июля — 29 ноября 1902 — назначен Апостольский про-датарием);
- кардинал Доменико Феррата — (27 ноября 1902 — 26 октября 1908 — назначен префектом Священной Конгрегации таинств);
- кардинал Хосе де Каласанс Вивес-и-Туто, капуцин — (1908—1913);
- кардинал Оттавио Каджано де Ацеведо — (1913—1915);
- кардинал Доменико Серафини, бенедиктинец — (1916);
- кардинал Диомеде Фальконио, францисканец — (1916—1917);
- кардинал Джулио Тонти — (1917—1918);
- кардинал Раффаэле Скапинелли ди Легуиньо — (1918—1920);
- кардинал Теодоро Вальфре ди Бонцо — (1920—1922);
- кардинал Камилло Лауренти — (1922—1928);
- кардинал Алексис Леписье, сервит — (1928—1935);
- кардинал Винченцо Ла Пума — (1935—1943);
- кардинал Луиджи Лавитрано — (1945—1950);
- кардинал Клементе Микара — (1950—1953);
- кардинал Валерио Валери — (1953—1963);
- кардинал Ильдебрандо Антониутти — (1963—1973);
- кардинал Артуро Табера Араос, кларетинец — (1973—1975);
- кардинал Эдуардо Пиронио — (про-префект 1975—1976, префект 1976—1984);
- кардинал Жан Жером Амер, доминиканец — (про-префект 1984—1985, префект 1985—1992);
- кардинал Эдуардо Мартинес Сомало — (1992—2004);
- кардинал Франц Роде, лазарист — (2004—2011);
- кардинал Жуан Брас ди Авис — (2011—2024);
- монахиня Симона Брамбилла — (2024 — по настоящее время);
  - кардинал Анхель Фернандес Артиме, салезианец — про-префект (2024 — по настоящее время).